# Curteanca, Argeș
Curteanca este un sat în comuna Buzoești din județul Argeș, Muntenia, România.
Este o așezare tipică de câmpie, situată în Câmpia Găvanu-Burdea din Câmpia Română, în zona unde este traversată de râul Teleorman. 
Numele de Curteanca provine de la țăranii care mergeau zilnic la curtea boierului, mai marele peste localitate, pentru a efectua diverse lucrări. Întrucât cei mai mulți din preferații boierului, oameni gospodari, proveneau din același sat, numele localității a rămas Curteanca.